# Jade (prénom)
Pour les articles homonymes, voir Jade (homonymie).

Pays où Jade et ses variantes sont parmi les 100 prénoms les plus portés en 2013.

Jade est un prénom donné majoritairement à des filles dans les pays francophones, mais présent chez les deux sexes dans les pays anglophones et arabophones.

## Origines
Ce prénom est emprunté à l'univers minéral, la pierre de jade, une pierre semi-précieuse verte qu'on trouve beaucoup en Orient. À son tour, le nom de la pierre provient de l'espagnol piedra de la ijada, qui signifie « pierre du flanc ». Il peut aussi avoir le sens des "entrailles". On croyait en effet que lorsqu'une pierre de jade était placée sur le ventre d'un nourrisson, cela pouvait soigner ses maux de ventre. Il apparait ensuite au Royaume-Uni dans les années 70.

## Fête catholique
Le prénom est fêté le 29 juin, comme les autres prénoms tirés de pierres précieuses, jour de la Saint Paul, apôtre de Jésus, et de la Saint-Pierre, pape et apôtre.

## Variantes
Giada est la version italienne de Jade.

## Popularité du nom
Très connu en France depuis 1977 avec la naissance de la fille de Mick Jagger, il explose quand Johnny Hallyday prénomme Jade sa fille adoptive. Le prénom, assez rare en France jusqu’à la fin du XXe siècle devient ainsi le 9e prénom féminin le plus donné depuis le début du XXIe siècle en France. Le prénom a fortement progressé depuis les années 1990, pour connaître un pic de popularité en 2009.
Au Québec, Jade fait son apparition dans les années 1970, avant d'opérer une percée dans les années 1980 et d'augmenter peu à peu en popularité, jusqu'à être conféré à 1 fille sur 125 au milieu de la décennie 1990.